# Gannibal (Manga)
Gannibal ist eine japanische Mangaserie von Masaaki Ninomiya aus den Jahren 2018 bis 2021. Ab 2022 kam eine Realverfilmung als Fernsehserie heraus, ebenfalls unter dem Titel Gannibal, und der Manga wurde mehrfach übersetzt, darunter auch ins Deutsche.

## Inhalt
Der Polizist Daigo Agawa wird in das abgelegene Dorf Kuge versetzt, um den Dorfpolizisten zu ersetzen, der verschwunden ist. Er und seine Familie werden herzlich willkommen geheißen und zunächst gibt es so wenig zu tun, dass Daigo gelangweilt und melancholisch wird. So leidet die Beziehung zu seiner Frau. Nach dem mysteriösen Tod einer alten Frau beschleicht ihn jedoch langsam der Verdacht, dass in dem Ort nicht alles mit rechten Dingen zugeht. Nach genauer Begutachtung der Bissspuren an der Leiche glaubt er, dass die Dorfbewohner andere Menschen essen. Die begegnen ihm mit immer größerer Feindseligkeit, bedrohen ihn und seine Familie, die immer mehr Hinweise auf die dunklen Geheimnisse des Dorfes finden.

## Veröffentlichung
Die Serie erschien zunächst von Oktober 2018 bis November 2021 in einzelnen Kapiteln im Magazin Manga Goraku beim Verlag Nihonbungeisha. Dieser brachte den Manga danach gesammelt in 13 Bänden heraus. Diese verkauften sich bis 2022 insgesamt über zwei Millionen Mal.
Eine deutsche Übersetzung von Martin Bachernegg erschien von April 2023 bis April 2025 vollständig beim Carlsen Verlag unter dem Label Hayabusa. Darüber hinaus erschienen Übersetzungen ins Englische, Französische, Italienische, Polnische und Portugiesische. Die englische Fassung des Verlags Ablaze Publishing wurde durch eine Kickstarter-Kampagne finanziert.